# 查木错
查木错（藏語：གྲམ་མཚོ།，威利转写：gram mtsho，THL：Dram Tso）位于中国西藏自治区阿里地区改则县境内，地处改则县西部，北临喀湖错，湖面海拔4770米，湖长6.6公里，最大宽1.5公里，平均宽1公里，面积6.4平方公里。

## 交通
- 216国道